# العلاقات البوتانية الليختنشتانية
العلاقات البوتانية الليختنشتانية هي العلاقات الثنائية التي تجمع بين بوتان وليختنشتاين.

## مقارنة بين البلدين
هذه مقارنة عامة ومرجعية للدولتين:
| وجه المقارنة                                              | بوتان          | ليختنشتاين                                 |
| --------------------------------------------------------- | -------------- | ------------------------------------------ |
| المساحة (كم2)                                             | 38.39 ألف      | 16                                         |
| عدد السكان (نسمة)                                         | 807.61 ألف     | 37.47 ألف                                  |
| الكثافة السكانية (ن./كم²)                                 | 21.04          | 234.19 ألف                                 |
| العاصمة                                                   | تيمفو          | فادوتس                                     |
| اللغة الرسمية                                             | لغة دزونكا     | اللغة الألمانية                            |
| العملة                                                    | نغولترم بوتاني | فرنك سويسري                                |
| الناتج المحلي الإجمالي (بليون دولار)                      | 2.51 مليار     | 6.29 مليار                                 |
| الناتج المحلي الإجمالي (تعادل القوة الشرائية) بليون دولار | 6.49 مليار     |                                            |
| الناتج المحلي الإجمالي الاسمي للفرد دولار أمريكي          | 2.66 ألف       |                                            |
| الناتج المحلي الإجمالي للفرد دولار أمريكي                 | 7.82 ألف       |                                            |
| مؤشر التنمية البشرية                                      | 0.605          | 0.908                                      |
| رمز المكالمات الدولي                                      | +975           | +423                                       |
| رمز الإنترنت                                              | .bt            | .li                                        |
| المنطقة الزمنية                                           | ت ع م+06:00    | توقيت وسط أوروبا، ت ع م+01:00، ت ع م+02:00 |

## منظمات دولية مشتركة
يشترك البلدان في عضوية مجموعة من المنظمات الدولية، منها:
| علم المنظمة | اسم المنظمة                   | تاريخ انضمام بوتان | تاريخ انضمام ليختنشتاين |
| ----------- | ----------------------------- | ------------------ | ----------------------- |
|             | الاتحاد البريدي العالمي       | ?                  | ?                       |
|             | الاتحاد الدولي للاتصالات      | 15 سبتمبر 1988     | 25 يوليو 1963           |
|             | منظمة حظر الأسلحة الكيميائية  | ?                  | ?                       |
|             | الأمم المتحدة                 | 21 سبتمبر 1971     | 18 سبتمبر 1990          |
|             | منظمة الشرطة الجنائية الدولية | ?                  | ?                       |

## وصلات خارجية
- موقع وزارة الخارجية البوتانية